# 나은샘
나은샘(1990년 11월 27일)~은 대한민국의 배우이다.

## 기타
- 2019 CF삼성전자 - 삼성제트 청소기
- 2018 CF카카오뱅크 - 모임통장
- 2018 CF경동제약 - 그날엔

## 영화
- 2020년 《미드나이트》 - 커플녀 역

## 드라마
- 2022년 SBS  《사내맞선》 - 태무의 어머니역 / 다구의 며느리
- 2021년 웹드라마 《어느 날》- 윤효정 역 - 홍국화의 같이 살았던 친구
- 2020년 tvn 《엑스엑스(XX)》 - 임장미 역
- 2019년 tvn 《자백》- 수사관 역 - 이현준 검사실 수사관